# Nexuiz
Nexuiz Classic es un juego de acción en primera persona creado por Alientrap Software. Es un juego libre y de código abierto. Es distribuido bajo licencia GPL. La versión 1.0 fue lanzada el 31 de mayo del 2005. La actual versión, 2.5, fue lanzada el 3 de abril del 2009.
Nexuiz Classic usa DarkPlaces, que es una modificación del Motor de juego del Quake.
El logo está basado en el carácter chino, 力 que representa tendón, y denota fuerza.

## Características
- Disponible para X Window System (en Linux y Unix), Mac OS X, y Microsoft Windows.
- Puede correr en hardware viejo, y tiene ventaja en hardware nuevo.
- Futurista, Ciencia ficción.
- Multijugador; Soporta 64 jugadores simultáneos.
- Soporta bots.
- Modos de disparos alternativos.
- Usa mapas del Quake III Arena, se pueden crear mapas.
- Sistema de iluminación dinámico similar al del Doom 3.
- Avanzados modelos usando formato animación de esqueletos.

## Armas
- Láser: Sólo dispone de disparo principal, el botón de disparo alternativo cambia el arma. Esta pistola posee munición ilimitada, pues es el arma más básica. Quita 20 puntos de vida, tiene poca cadencia de tiro y suele usarse para dar botes, pues si disparas al suelo sales volando.
- Escopeta: Esta es el arma con la que apareces al 'reaparecer'. El disparo principal dispara un cartucho de escopeta; el disparo alternativo dispara 3 cartuchos seguidos, pero no deja disparar hasta que se recupere la escopeta. Ineficaz a larga distancia, su daño máximo se consigue disparando a poca distancia. Su munición son los cartuchos de escopeta ("shells").
- Ametralladora: Su disparo principal es la ráfaga, que dispara muchas balas pero se dispersan bastante a media-larga distancia; su disparo secundario es un modo semiautomático (aprox. 1-1.5 balas por segundo), que posee mayor precisión a medio-largo alcance y es más dañino. Su munición son las balas.
- Mortar: Es un lanzagranadas, lanza una granada que describe una parábola en el aire. Su disparo principal lanza una granada que detona inmediatamente al impactar contra el escenario o un enemigo; su disparo alternativo lanza una granada que detona al quedarse quieta o al impactar contra un enemigo. Su munición son los misiles.
- Crylink: Es una pistola de plasma. Su disparo principal lanza un grupo de bolas de plasma ordenadas de forma triangular que rebotarán una vez contra la superficie a la que dé; su disparo alternativo es lanzar un grupo de bolas de plasma ordenadas horizontalmente que no poseen reboten. Su munición son las cápsulas de plasma.
- Electro: Es un fusil de plasma, comparable al lanzacohetes. Su disparo principal es el disparo de plasma; su disparo alternativo lanza una granada de plasma que explota al no tener movimiento, impactar con un enemigo o al ser afectadas por el disparo principal. Su munición son las cápsulas de plasma.
- Nex: Es un rifle de francotirador. Su disparo principal es un tiro capaz de vaporizar a alguien con un solo acierto (daño de 140pts); su disparo alternativo es mirar a través de la mira, para obtener una vista magnificada del escenario. Su munición son las cápsulas de plasma
- Hagar: Es un lanzacohetes ligero con disparo en ráfaga. Su disparo principal consiste en lanzar cohetes de poco calibre en ráfaga que detonan al impactar contra cualquier objeto. Su disparo alternativo es muy similar, lanza cohetes que rebotan una vez contra la superficie a la que dé. Su munición son los misiles.
- Lanzacohetes: Es el arma más potente de todo el juego. Su disparo principal es un cohete que "reventará" al enemigo de un toque si le da de lleno. Su disparo principal sirve para detonar en el aire los cohetes que se disparen, un recurso útil cuando el enemigo esquive el cohete por poca distancia. Si está activada la opción de 'Cohetes dirigidos por láser', el disparo alternativo activa y desactiva el láser, que guiará los misiles que se lanzen donde esté apuntando el puntero láser.
- Camping rifle: Introducido en la versión 2.5, es un rifle de francotiro inferior al nex, aunque los jugadores prefieren el primero ya que este está afectado por balística, por lo que es menos preciso a largas distancias. Dispone de un ataque de francotiro como principal y un modo semiautomático como ataque secundario. Requiere recarga y gasta 10 balas por disparo.

## Capturas de pantalla

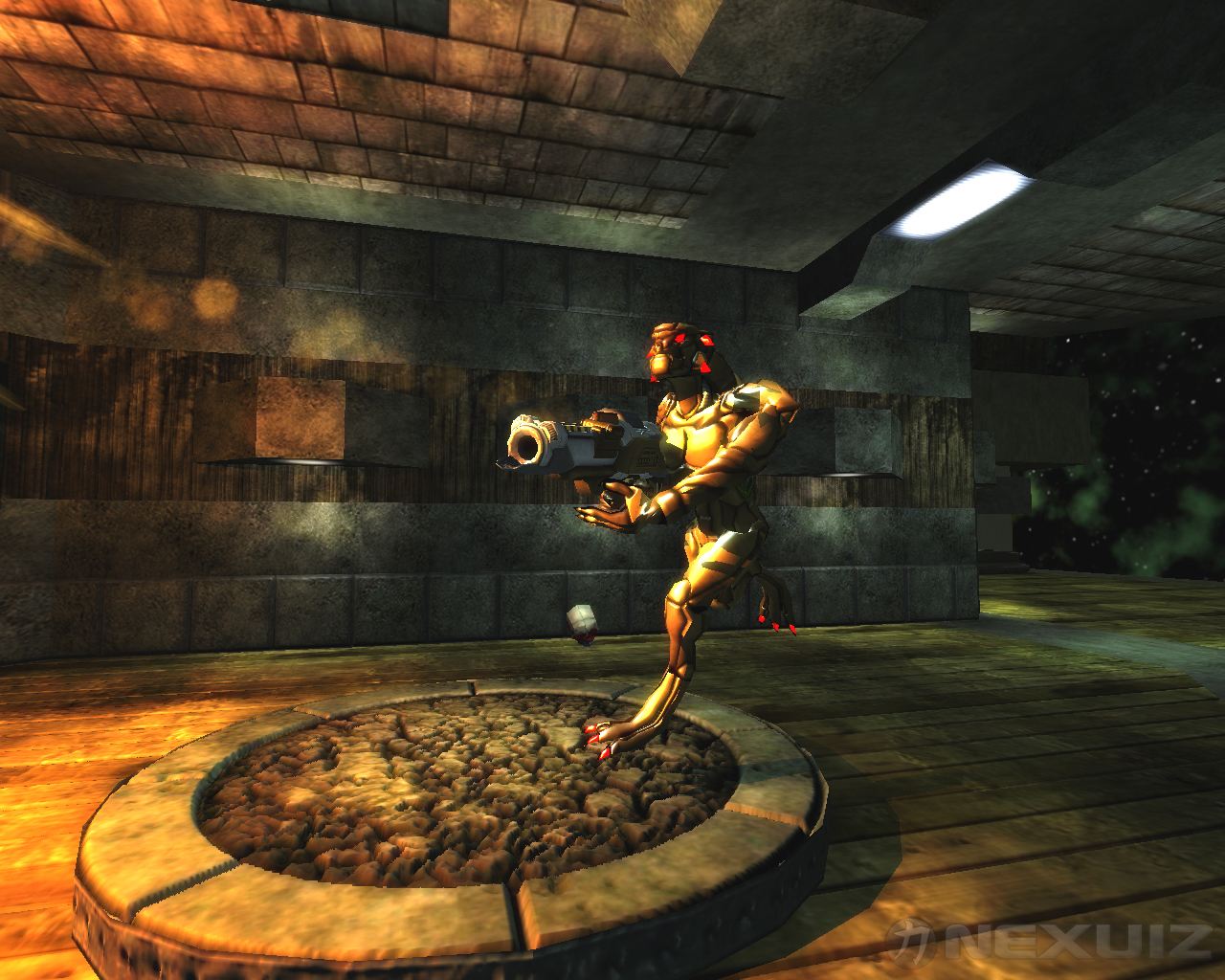
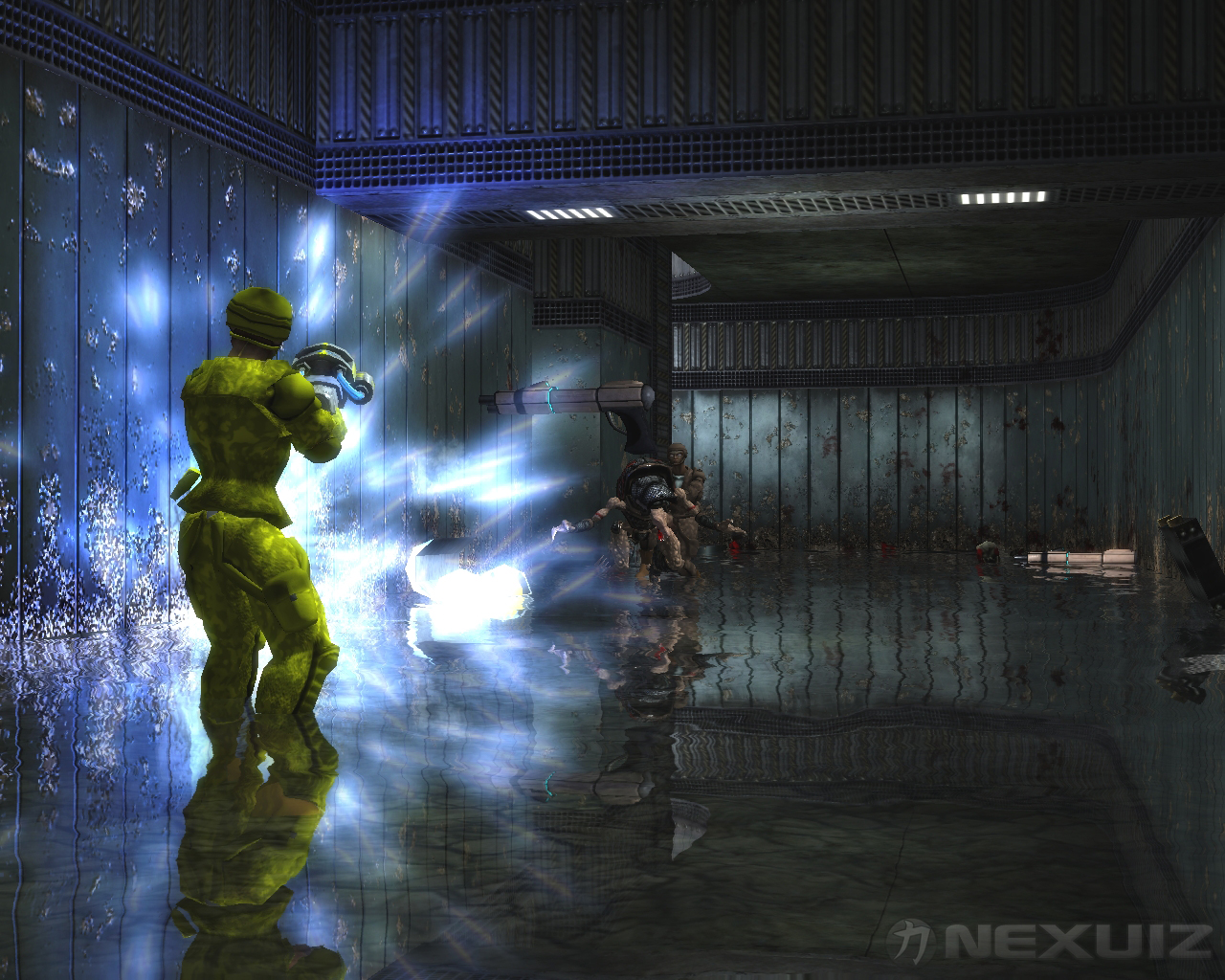
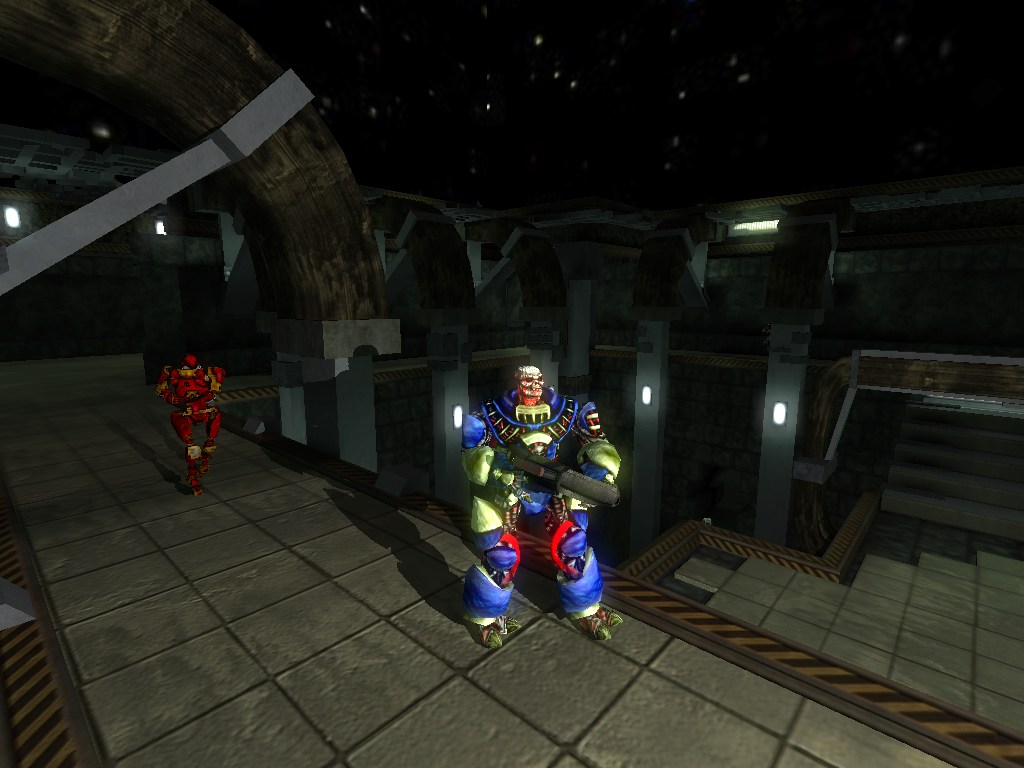